# 120 milles à l'heure
Albums de Pamela Lajoie
Gauche Droite
(2012)
120 milles à l'heure est le premier album de la chanteuse québécoise Pamela Lajoie. Le premier single issu de l'album, Animale, s'est hissé en tête du palmarès de l'ADISQ. 

## Production
Boom Desjardins, Sonny Black et Johnny Williams ont collaboré à l'album.